# Ókér
Ókér (szerbül Змајево / Zmajevo, németül Altker) település Szerbia Vajdaság Autonóm Tartományának Dél-bácskai körzetében, a verbászi községben.

## Fekvése
Újvidéktől kb. 25 km-re északnyugatra, Verbásztól 14 km-re délre, Kiskér, Sóvé, Máriamajor és Szőreg közt fekvő település.

## Története
Ókér, Kér nevét először István, ifjabb király korában említette először oklevél, amikor 1267-ben a király bizonyos Márkusnak, érdemeiért a Bács várához tartozó Harsány és Keer nevű földeket adományozta. Később Csánki Dezső 1461-ből említett egy bácsvármegyei Nagykeer nevű helyet, amely ekkor az Iregi Baranyai családé volt.
A török hódoltság alatt (Steltzer adatai szerint) két Kér nevű falut is találunk a bácsi nahijében. Kis-Kér a defterek szerint 1554-ben 2, 1570 körül 9, 1590-ben pedig 15 adózó házzal; Meggyes- vagy Nagy-Kér 1590-ben 27 adózó házzal szerepelt. Egészen elfogadható adat azonban csak 1655-ből ismert. Ekkor iktatták be ugyanis gróf Wesselényi Ádámot Nagy-Kér birtokába.
Az 1702. évi kamarai összeírás Kis- és Nagy-Kért új falvakként nevezte meg. Valójában azonban csak egy falu fejlődött ki, a mostani Ókér, amelyben 1715-ben 19 adófizető volt, és a kamara e falut 1721-ben évi 450 forintért Billardnak adta bérbe. Neve akkor csak Kér, és szerb lakossága volt.
Az 1768. évi kamarai térképen Kér kamarai falu az Almaska bara mindkét oldalán fekszik és tőle kissé keletre, a bara északi oldalán egy régi templom helyét tüntették fel; a faluban 123 szerb család lakott, Alpár fölött elterülő határa 7497 hold volt.
Az 1772. július 17-én kelt urbarium a falut már Ókérnek nevezi. Ókér legrégibb pecsétje 1700. elejéről ismert.
A község határában feküdt egykor Medenczés nevű falu is, amely 1467-ben a Szántai Marhárt család birtoka volt, de később elpusztult.
1910-ben 4414 lakosából 508 magyar, 2551 német, 1266 szerb volt. Ebből 490 római katolikus, 2547 evangélikus, 1276 görögkeleti ortodox volt.
A trianoni békeszerződés előtt Bács-Bodrog vármegye Újvidéki járásához tartozott.
Az 1940-es évek végéig a németek alkották a többséget, akik evangélikus vallásúak voltak. Ekkor azonban kitelepítették őket és a templomukat is lerombolták. A szerbek ortodox vallásúak, míg a magyarok római katolikusok. A magyarok száma az utóbbi évtizedekben nagyon megfogyatkozott, most már a tíz százalékot sem érik el, a legutóbbi népszámláláskor (2002) pedig sokan, akik addig magyarnak vallották magukat, most szerbnek vagy jugoszlávnak.

## Népesség

### Demográfiai változások
| 1948 | 1953 | 1961 | 1971 | 1981 | 1991 | 2002 | 2011 |
| ---- | ---- | ---- | ---- | ---- | ---- | ---- | ---- |
| 4717 | 4583 | 5212 | 4859 | 4773 | 4548 | 4361 | 3926 |

## Híres emberek
- Itt született 1940. augusztus 7-én Domonkos István József Attila-díjas író, költő

## Látnivalók

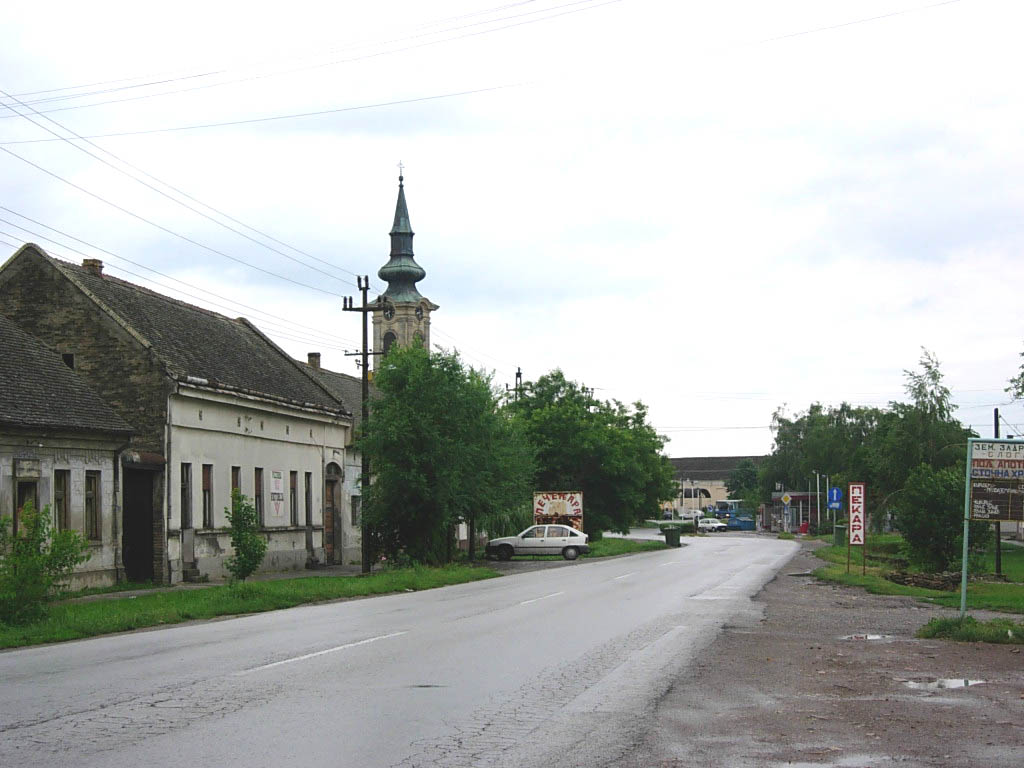
A főutca az ortodox templommal

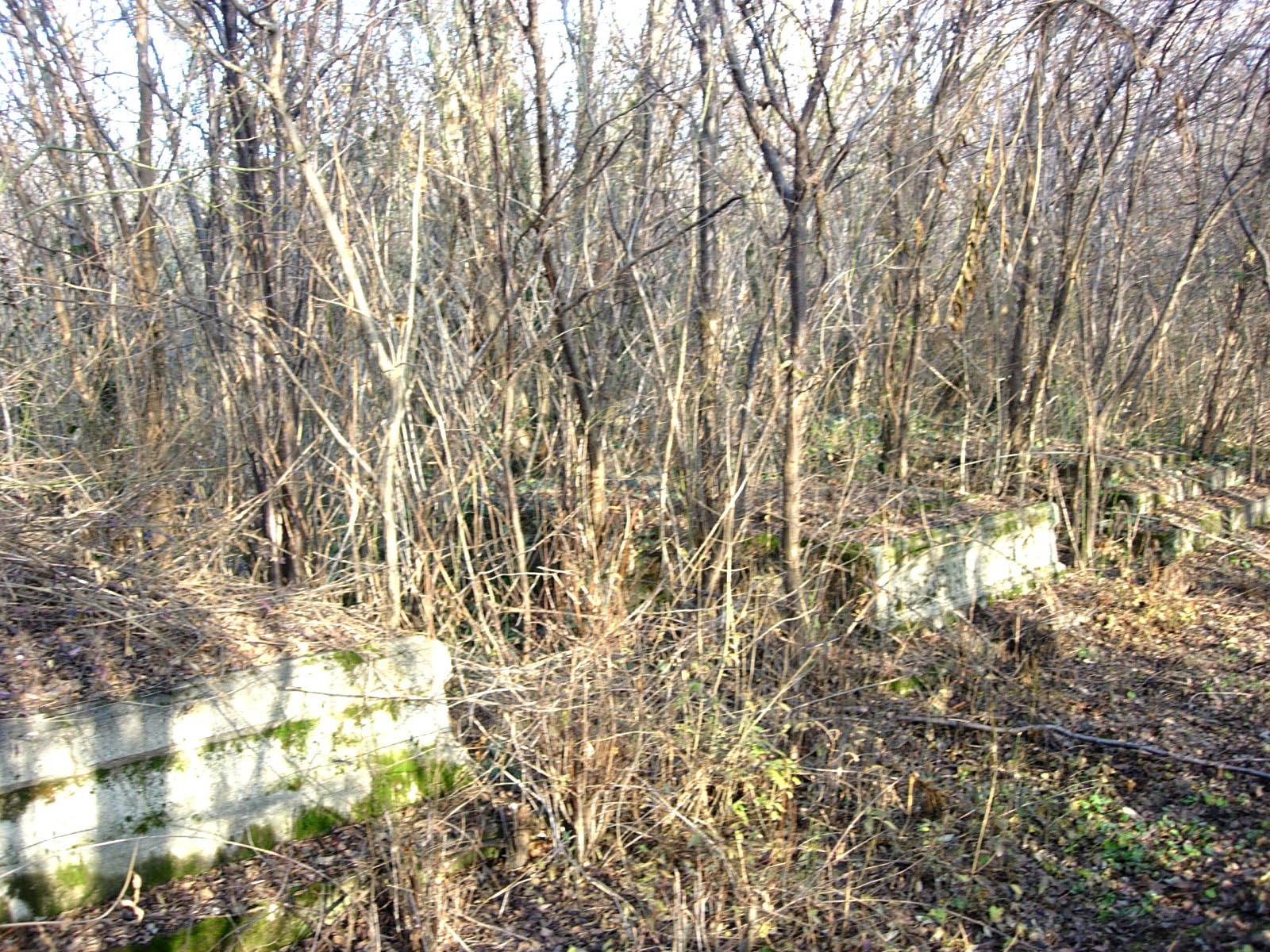
Az evangélikus temető maradványai

- Római katolikus (magyar) temploma: a plébánia ősi, 1793-ban alapították, előtte Kúla leányegyháza volt. Ezen a területen a régi időkben több templom is létezett. A mai templomot 1816-ban építették, és 1924-ben újították fel. A templom védőszentje Szent Mihály arkangyal. A templom méretei: hossza 26,25 m, szélessége 11,5 m, a hajó magassága 9,5 m. A torony 28 m magas. Az anyakönyvet 1794-óta vezetik.
- Görögkeleti (szerb) temploma